# Ahrtalradio
Ahrtalradio war ein in Deutschland privat betriebener Rundfunksender, der es sich zur Aufgabe gemacht hatte, den Opfern der Flutkatastrophe im Ahrtal Hilfestellung zu leisten.

## Gründung
Gegründet wurde Ahrtalradio von Christian Milling, Fachinformatiker für Hörfunk. Der Grundgedanke war, Opfern der Flutkatastrophe im Ahrtal schnell Hilfe vermitteln zu können. Die Medienanstalt Rheinland-Pfalz lizenzierte das Programm in sehr kurzer Zeit. Dies führte dazu, dass es von der Idee zu deren Umsetzung keine fünf Wochen dauerte. Gesendet wurde aus einem improvisierten, jedoch professionell ausgestatteten Studio im Gemeindebüro  der Pfarrgemeinde St. Martin in Heppingen.

## Sendeinhalte
Neben Musik drehte sich das Programm vorrangig um Hilfsangebote für Flutopfer der Region Ahrtal. Betroffene konnten im Studio anrufen und ihre Probleme schildern. So wurde es ermöglicht, dass Personen, die entsprechende Hilfe anbieten können, zu den Betroffenen Kontakt aufnehmen konnten.

## Finanzierung
Der Sender finanzierte sich aus Werbung von den Unternehmen, die nicht von der Flutkatastrophe betroffen waren. Pro Werbespot wurde ein Kostenbeitrag von drei Euro berechnet. Von der Flutkatastrophe betroffene Unternehmen bekamen 60 Werbespots kostenfrei zur Verfügung gestellt. Allfällige Überschüsse wurden der Fluthilfe gespendet, die Mitarbeiter waren allesamt ehrenamtlich tätig.

## Empfangsgebiete, Sendefrequenz
Die von der Landesmedienanstalt Rheinland-Pfalz und von der Bundesnetzagentur zugewiesenen Hauptfrequenzen waren 107,9 MHz sowie 107,7 MHz. Empfangbar war der Sender im oberen Ahrtal auch auf weiteren Frequenzen:
| Versorgungsgebiet                   | Frequenz  | Standort                | Strahlungsleistung |
| ----------------------------------- | --------- | ----------------------- | ------------------ |
| Bad Neuenahr-Ahrweiler / Grafschaft | 107,9 MHz | Bad Neuenahr Landskrone | 100 W              |
| Remagen / Sinzig / Linz             | 107,7 MHz | Linz Kaiserbergstadion  | 50 W               |
| Altenahr                            | 95,6 MHz  | Altenahr Weinbergstraße | 9 W                |
| Mayschoß                            | 97,1 MHz  | Mayschoß Saffenburg     | 9 W                |
| Dernau                              | 94,2 MHz  | Dernau Kirche           | 9 W                |

Ursprünglich waren die Sendefrequenzen nur temporär bis Anfang Oktober 2021 genehmigt, in einem Eilverfahren beschloss die Medienanstalt Rheinland-Pfalz, die Lizenz bis zum 2. Januar 2022 zu verlängern.
Der Sender wurde in Rheinland-Pfalz auch ins Kabelnetz eingespeist.

## Moderatoren
Gründungsmitglied Christian Milling war es gelungen, prominente Moderatoren erfolgreich zu werben, darunter Biggi Lechtermann, Volker-Andreas Thieme, Dagmar Fulle und Jürgen Kolb.

## Rezeption
Das Ahrtalradio wurde durch bundesweite Medienberichterstattung bekannt.
Anlässlich der Verlängerung der Lizenz sagte Albrecht Bähr als Vorsitzender der Versammlung der Medienanstalt Rheinland-Pfalz, dass „die Verantwortlichen des Ahrtalradios […] mit Engagement, Mut und viel Herz in kurzer Zeit ein Lokalradio aufgebaut“ hätten, welches „den Bewohnern des Ahrtals in schwierigen Situationen auf vielerlei Art Unterstützung bietet.“
Nach einem Besuch im Studio des Ahrtalradios erwähnte die Staatssekretärin für Europa, Medien und Digitales in Rheinland-Pfalz, Heike Raab: „Das Projekt ergänzt in einer Ausnahmesituation die Informationsangebote der Zeitungen und elektronischen Medien in der Region und hat hierfür viel Zuspruch und bundesweite Aufmerksamkeit erhalten. Wir freuen uns sehr, dass die Macherinnen und Macher des Ahrtalradios den Aufbau in der Region unterstützen, die Menschen motivieren, unterhalten und Bindeglied sein wollen für alle ohne Mobilfunk- und Internetzugang. Jede Hilfestellung bei sich aus der Flutkatastrophe ergebenden Fragen und Problemen ist willkommen und sinnvoll. Gerade, wenn das Programm Inhalte anbietet, die aufgrund der Zerstörungen aktuell anderweitig nicht realisiert werden können wie Gottesdienste, Organisation von lokalen Treffpunkten und Veranstaltungen oder Ratgeber zu Versicherungen und Handwerk.“